# Marcinelleskolan
| Marcinelleskolan (école de Marcinelle) |
| --- |
| Marcinelleskolan är i mångt och mycket relaterad till André Franquin och Spirou. - Betydelse – seriestil med ursprung hos serierna i tidningen Spirou - Kända serieskapare – Jijé, André Franquin, Morris, Peyo, Albert Uderzo - Karaktär – fartfyllda och ofta bågnande konturlinjer, ofta presenterat i komiska äventyrsserier - Relaterade stilar – klara linjen |

Marcinelleskolan (franska: école de Marcinelle) är en stil inom fransk-belgiska tecknade serier. Den har sitt ursprung i seriestilen i tidningen Spirou, vars utgivare Dupuis länge hade sitt huvudkontor i Charleroi-förorten Marcinelle.

## Historik

### Bakgrund
Den här seriestilen är inte minst relaterad till den stilbildande serieskaparen André Franquin, som i sin tur inspirerades av kollegan Jijé. Franquin ansvarade för tidningen Spirous titelserie från 1940- till 1960-talet. Under Franquins tid blev den här komiska äventyrsserien känd för fartfyllda och karikerade teckningar, vilka skilde sig från den mer avskalade och rena klara linjen-stilen i Tintins äventyr och dess efterföljare. Franquins konturer var ofta mer eller mindre bågnande, även hos bilar, husväggar och andra typiskt "fyrkantiga" objekt.

### Senare historia
Många andra belgiska och franska serieskapare anammade också en teckningsstil påverkad av Franquin. Detta inkluderade många av tecknarna knutna till tidningen Spirou, inklusive Peyo (Johan och Pellevin och Smurfarna), Will och senare tecknare på Spirou-serien. Bland de influerade finns också Morris (Lucky Luke) och Albert Uderzo (Asterix).
Med tidningen Spirous fortsatta popularitet kom stilen och tecknarna som lanserades via den att få ett bestående inflytande. Den har dock aldrig blivit en modestil jämförbar med den "nya vågen"-variant av klara linjen som anammades av en modernistisk generation fransk-belgiska serieskapare under främst 1980-talet. Bland senare års namn finns tecknare som samarbetat med manusförfattaren Yann.

## Generationer
Nedan listas ett antal av de mer framgångsrika serieskaparna som tecknat i en stil mer eller mindre knuten till Marcinelleskolans stil.

### Föregångarna
- Rob-Vel (Spirou)
- Fernand Dineur (Tim och Tommy)
- Jijé (Spirou, Blondin et Cirage)

### Första generationen (1940-talet)
- André Franquin (Spirou, Gaston, Marsupilami, Svarta idéer, Mickes äventyr, Isabelle)
- Morris[4] (Lucky Luke, Ratata)
- Will (Tim och Tommy, Isabelle)

Alla dessa tre arbetade som assistenter åt Jijé.

### Andra generationen (1950-talet)
- Jidéhem (Spirou, Gaston, Sophie; assistent till Franquin)
- Peyo (Johan och Pellevin, Smurfarna, Starke Staffan, Katten Karlsson; assistent åt Jijé)
- Remacle (Le Vieux Nick)
- Jean Roba (Bullen, La Ribambelle; assistent åt Franquin)
- Maurice Tillieux (Max Jordan, César et Ernestine)
- Albert Uderzo[4] (Asterix,[5] Oumpah-Pah, Jehan Pistolet, Luc Junior)

### Tredje generationen (1960-talet)
- Paul Deliège (Bobo, Les Krostons)
- Charles Degotte (Le Flagada)
- Derib (Yakari, Attila)
- Jacques Devos (Génial Olivier)
- Dupa (Cubitus)
- Jean-Claude Fournier (Spirou)
- Francis (Marc Lebut et son voisin)
- Gos (Le Scrameustache, Natascha; assistent åt Peyo)
- Greg[6] (Achille Talon)
- Lambil (Blårockarna, Pauvre Lampil)
- Vittorio Léonardo (Ratata)
- Raymond Macherot (Sibyllina, Klorofyll, Isabelle)
- Salvérius (Blårockarna)
- Pierre Seron (Småfolket)
- Turk (Léonard)
- François Walthéry (Natascha; assistent åt Peyo)
- Eddy Ryssack (Patrick Lourpidon, Arthur et Léopold)
- Berck (Sammy)

### Arvtagarna (sedan 1970-talet)
- Bar2 (Joe Bar Team)
- Batem (Marsupilami)
- Bruno Gazzotti (Soda, Seuls; var assistent åt Philippe Tome och Janry)
- André Geerts (Jojo)
- Janry (Spirou, Den unge Spirou, Passe-moi l'ciel; var assistent åt Dupa)
- Daniel Kox (Agent 212; var assistent åt Dino Attanasio)
- Yoann (Spirou)
- Laudec (Cédric)
- Éric Maltaite (421)